# Bollé (Pissila)
Pour les articles homonymes, voir Bollé.
Bollé est une localité située dans le département de Pissila de la province du Sanmatenga dans la région Centre-Nord au Burkina Faso. Le village est administrativement rattaché à Guibga.

## Économie
L'agro-pastoralisme est l'activité principale de Bollé.

## Éducation et santé
Le centre de soins le plus proche de Bollé est le centre de santé et de promotion sociale (CSPS) de Ouintokoulga tandis que le centre hospitalier régional (CHR) se trouve à Kaya.
Bollé possède un centre permanent d'alphabétisation et de formation (CPAF) et une école primaire privée.